# The Baltimore Sun
The Baltimore Sun és un diari estatunidenc de Baltimore, Maryland, fundat el 17 de maig de 1837 per Arunah Shepherdson Abell. La família Abell en fou propietària fins al 1910. El diari fou venut el 1986 al grup Times-Mirror Company de Los Angeles. El 2000, Times-Mirror fou adquirit per Tribune Company de Chicago.
De 1910 a 1995, The Baltimore Sun llançava dues edicions: una de matí i una de tarda. El 2005 tenia un nombre de vendes de quelcom més de 240.000 exemplars.